# Episodi di School Hacks
La prima stagione di School Hacks è andata in onda dal 1º ottobre 2018 su Disney Channel. 
| n° | Titolo                                   | Prima TV Italia |
| -- | ---------------------------------------- | --------------- |
| 1  | Il primo giorno di scuola                | 23 luglio 2018  |
| 1  | Il concerto                              | 24 luglio 2018  |
| 2  | Il test                                  | 25 luglio 2018  |
| 2  | Il video virale                          | 26 luglio 2018  |
| 3  | L'abilità segreta di J/Halloween         | 1 ottobre 2018  |
| 4  | Il bacio/Il talent                       | 2 ottobre 2018  |
| 5  | La partenza di J/La foto di classe       | 3 ottobre 2018  |
| 6  | Il ballo di fine anno/Evita lo spoiler   | 4 ottobre 2018  |
| 7  | L'appuntamento di Nick/Metodo di studio  | 5 ottobre 2018  |
| 8  | Dancel.ly - La gara/Il giorno fortunato  | 8 ottobre 2018  |
| 9  | Parole d'amore/Rick il veggente          | 9 ottobre 2018  |
| 10 | Voci di corridoio/In ritardo!            | 10 ottobre 2018 |
| 11 | Il nuovo professore/Bufera di neve       | 11 ottobre 2018 |
| 12 | Ciak si litiga/Mi chiamo Teo             | 12 ottobre 2018 |
| 13 | Non si giudica dalla copertina/Work out  | 15 ottobre 2018 |
| 14 | Dove sono gli altri?/Chi la fa la selfie | 16 ottobre 2018 |
| 15 | Premierchef/Il mondo al contrario        | 17 ottobre 2018 |